# Messier 94

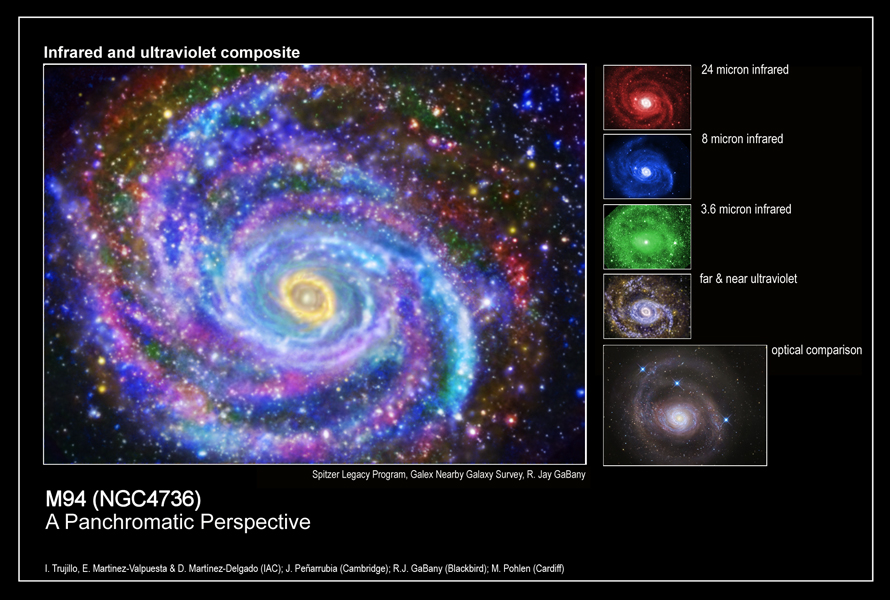
Messier 94 in het infrarood (groen: 3,6 micrometer, blauw: 8 micrometer, rood: 24 micrometer) en ultraviolet (grijs)

Messier 94 (NGC 4736) is een spiraalvormig sterrenstelsel in het sterrenbeeld Jachthonden (Canes Venatici). Pierre Méchain ontdekte het object in 1781 en Charles Messier nam het vervolgens op in zijn lijst van komeetachtige "nevels" als nummer 94.
De afstand tot Messier 94 is ongeveer 14,5 miljoen lichtjaar, hoewel sommige schattingen tot meer dan 30 miljoen lichtjaar gaan. Het is het helderste lid van de Canes Venatici-groep, een groep van sterrenstelsels die deel uitmaakt van de grotere Virgosupercluster.
Messier 94 kent een vrij heldere kern met daaromheen twee gebieden met verschillende typen sterpopulaties: een binnenste ring met jongere sterren en gebieden waar nog steeds stervorming plaatsvindt, en een buitenste ring die uit oudere sterren bestaat en waar geen nieuwe sterren meer ontstaan.